# هنري جونز (لاعب كريكت)
هنري جونز (8 مارس 1989 في المملكة المتحدة - ) (بالإنجليزية: Henry Jones)‏ هو لاعب كريكت بريطاني. لعب مع Loughborough MCC University ‏ وLoughborough MCC University ‏.

## وصلات خارجية
- هنري جونز على موقع إي آس بي آن كريك إنفو (الإنجليزية)